# Schlacht von Paju
Die Schlacht von Paju (estnisch Paju lahing) fand am 31. Januar 1919 in der Nähe des südestnischen Valga statt. In der strategisch wichtigen Schlacht standen estnische Soldaten und finnische Kriegsfreiwillige den bolschewistischen Lettischen Schützen (lettisch Latviešu strēlnieki) gegenüber. Nach schwerem Kampf räumten die lettischen Truppen das Gutshaus Paju. Der Kommandierende der estnischen Truppen, Julius Kuperjanov (1894–1919), fiel im Kampf. Die Schlacht war eine der blutigsten des Estnischen Freiheitskriegs (1918–1920). Sie führte zur Rückeroberung von ganz Südestland durch estnische Truppen.

## Hintergrund
Anfang Januar 1919 begannen die estnischen Truppen mit einer Gegenoffensive gegen die sowjetrussische Armee. Ziel war vor allem die Rückeroberung Nordestlands. Narva fiel am 17. Januar 1919 wieder in estnische Hand. Gleichzeitig rückten in Südestland die estnischen Verbände weiter vor. Am 14. Januar 1919 eroberte Julius Kuperjanov unter Einsatz von Panzerzügen Tartu von den Bolschewiki zurück, am 25. Januar Puka und Rõngu und am 28. Januar Sangaste.
Der Kriegsschauplatz verlagerte sich danach in Richtung Valga, das als Eisenbahnknotenpunkt auf der Strecke von Tartu nach Riga von besonderer strategischer Bedeutung war. Von Seiten der Bolschewiki wurden unter anderem die Lettischen Schützen als Eliteeinheit gegen die estnische Armee geschickt. Im Gegenzug verstärkte der estnische Oberkommandierende, Johan Laidoner, die estnischen Verbände durch finnische Freiwillige des Pohjan Poikain rykimentti unter dem Kommando des estnischen Oberst Hans Kalm, der bereits im Finnischen Bürgerkrieg gekämpft hatte.

## Schlacht
Der Weg zur Rückeroberung Valgas führte für die estnischen Truppen über den Gutshof Paju (estnisch Paju mõis), etwa 7,5 km nördlich von Valga. Am Morgen des 30. Januar besetzten estnische Partisanen das Gut, wurden aber von den Lettischen Schützen wieder vertrieben, die sich auf dem Gut verschanzten. Am folgenden Tag entschloss sich Kuperjanov zu einem Großangriff mit insgesamt knapp 700 Soldaten (303 Esten und 380 Finnen), sechs Kanonen und 22 Maschinengewehren. Estnische Panzerzüge konnten nicht zum Einsatz kommen, da die wichtige Eisenbahnbrücke bei Tõlliste über den Emajõgi zerstört worden war. Den estnischen Verbänden standen die etwa 1.200 Mann starken Lettischen Schützen mit vier Kanonen, dreizehn Maschinengewehren, einem Panzerzug und mehreren gepanzerten Fahrzeugen gegenüber.
Die Schlacht begann mit einem Angriff von 300 Esten des Tartu Partisanide Pataljon gegen 12.40 Uhr über das offene Feld. Vierhundert Meter vom Gut entfernt eröffneten die Bolschewiki das Feuer und fügten den estnischen Truppen schwere Verluste zu. Der estnische Befehlshaber Kuperjanov wurde dabei schwer verwundet und starb zwei Tage später. Die Kämpfe dauerten den ganzen Tag über, wobei die estnisch-finnischen Sturmangriffe immer wieder zurückgeschlagen werden konnten.
Erst gegen Abend konnten die Angreifer die Letten in den Park des Gutes vertreiben. Dort kam es zu einem blutigen Nahkampf zwischen den Truppen. Die fliehenden lettischen Verbände wurden weiter unter schweres Feuer genommen, bevor Esten und Finnen das Gutshaus endgültig besetzten. Die Schlacht von Paju endete mit einem verlustreichen estnisch-finnischen Sieg.
46 Soldaten des estnisch-finnischen Verbands wurden getötet und 103 verletzt. Am folgenden Tag marschierten die estnischen Truppen kampflos in Valga, am 4. Februar in Võru und einen Tag später in Petschory ein.
Damit war der Krieg in Südestland zugunsten der Republik Estland entschieden. Zu Ehren des getöteten Befehlshabers Kuperjanov wurde am 3. Februar 1919 das Tartu Partisanide Pataljon in Kuperjanovi Partisanide Pataljon umbenannt.

## Folgen

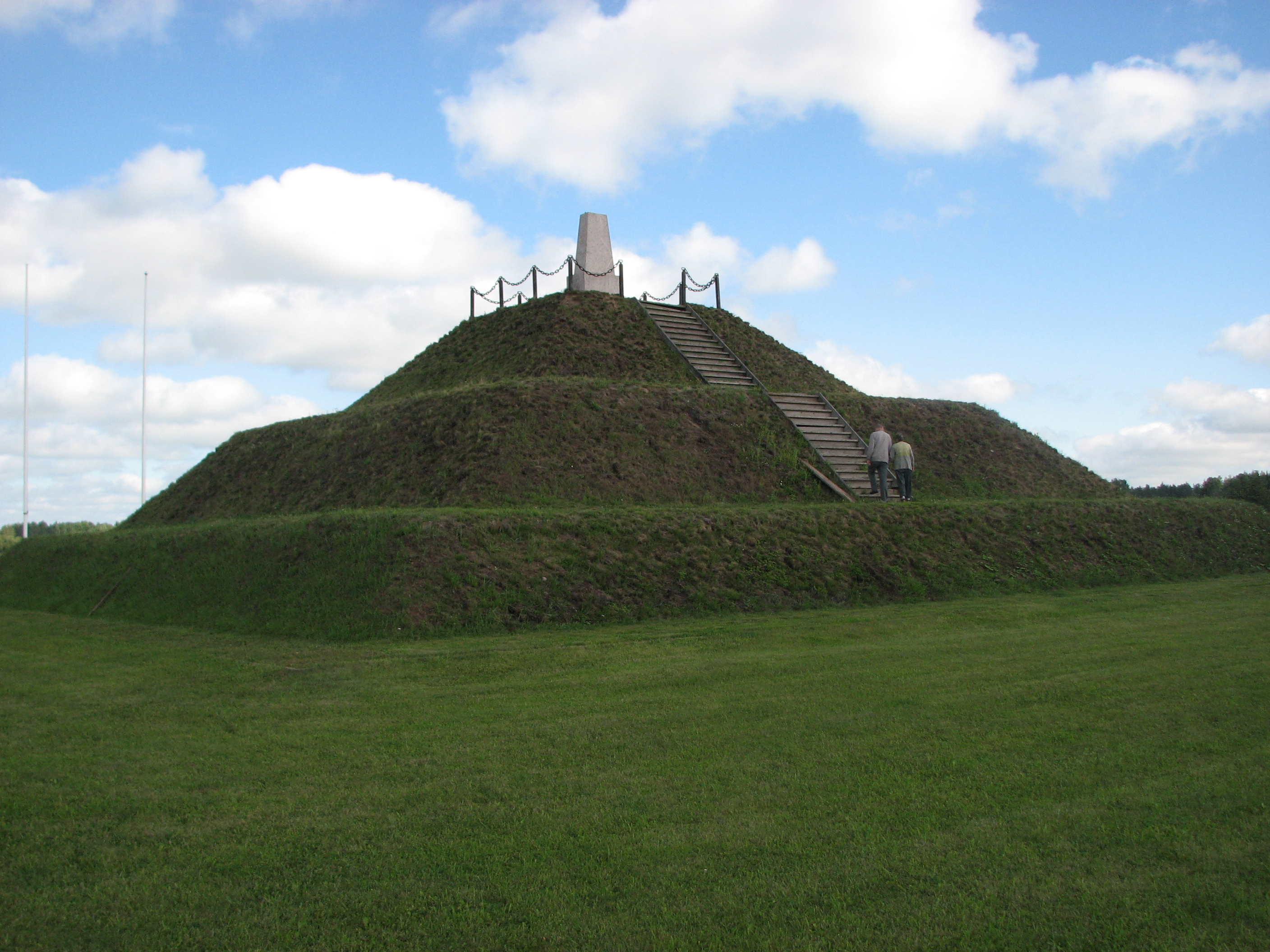
1994 eingeweihtes Denkmal für die Schlacht von Paju (Fotografie von 2008)

Die Schlacht von Paju führte zur endgültigen Befreiung Valgas von den Bolschewiki. Damit war die Eisenbahnverbindung für die sowjetrussischen Truppen unterbunden. Das Operationsgebiet der bolschewistischen Panzerzüge wurde erheblich eingeschränkt. Estnische Truppen vertrieben in der Folge die Bolschewiki aus ganz Südestland und führten ihre Offensive nach Nordlettland fort.

## Erinnerung
Heute erinnert ein Denkmal aus Granit an die Schlacht von Paju. Es steht auf einer dreistufigen Erdpyramide. Das Monument wurde 1994 zum 75. Jahrestag des estnischen Sieges durch Staatspräsident Lennart Meri eingeweiht. Der Ort ist eine der zentralen Gedenkstätten der Esten an den Freiheitskrieg gegen Sowjetrussland. Neben ihrer tatsächlichen zentralen Bedeutung für den Ausgang des Krieges wird die Schlacht von Paju auch zu einem nationalen Heldenmythos der estnischen Armee und der Opferbereitschaft stilisiert.